# Fujairah (emiraat)
Fujairah (Arabisch: الفجيرة) is een van de zeven Verenigde Arabische Emiraten. De hoofdstad heet ook Fujairah. Fujairah heeft geen olie en moet zijn inkomsten dus van rijkere emiraten krijgen.
Fujairah verklaarde zich in 1902 onafhankelijk van Sharjah onder Sheikh Hamad ibn Abdullah al-Sharqi, maar het gebied werd pas in 1952 als staat erkend door het Verenigd Koninkrijk.
Fujairah is het enige emiraat dat niet grenst aan de Perzische Golf. Het is een bergachtig gebied, het bestaat grotendeels uit de ruige hellingen van het oostelijke Hadjargebergte en een kustvlakte aan de Golf van Oman. De belangrijkste bronnen van inkomsten zijn visserij, veeteelt en landbouw. Het emiraat krijgt meer regen dan de rest van de Verenigde Arabische Emiraten waardoor teelt van fruit en groente mogelijk is. Oliebronnen ontbreken, maar aan de kust bij de hoofdstad Fujairah ligt een grote haven voor het laden van aardolie die vanuit Abu Dhabi wordt aangevoerd. De lokale industrie bestaat vooral uit cement, mijnbouw en bouwactiviteiten.
In Fujairah, bij Bidiya op zo'n acht kilometer ten noorden van Khor Fakkan, staat de oudste moskee van de Verenigde Arabische Emiraten. Het stenen bouwwerk werd in 1446 gebouwd. De Al Bidyah Mosque heeft vier koepels, maar de traditionele minaret ontbreekt. Het is een kleine moskee; de oppervlakte is ongeveer 50 vierkante meter.

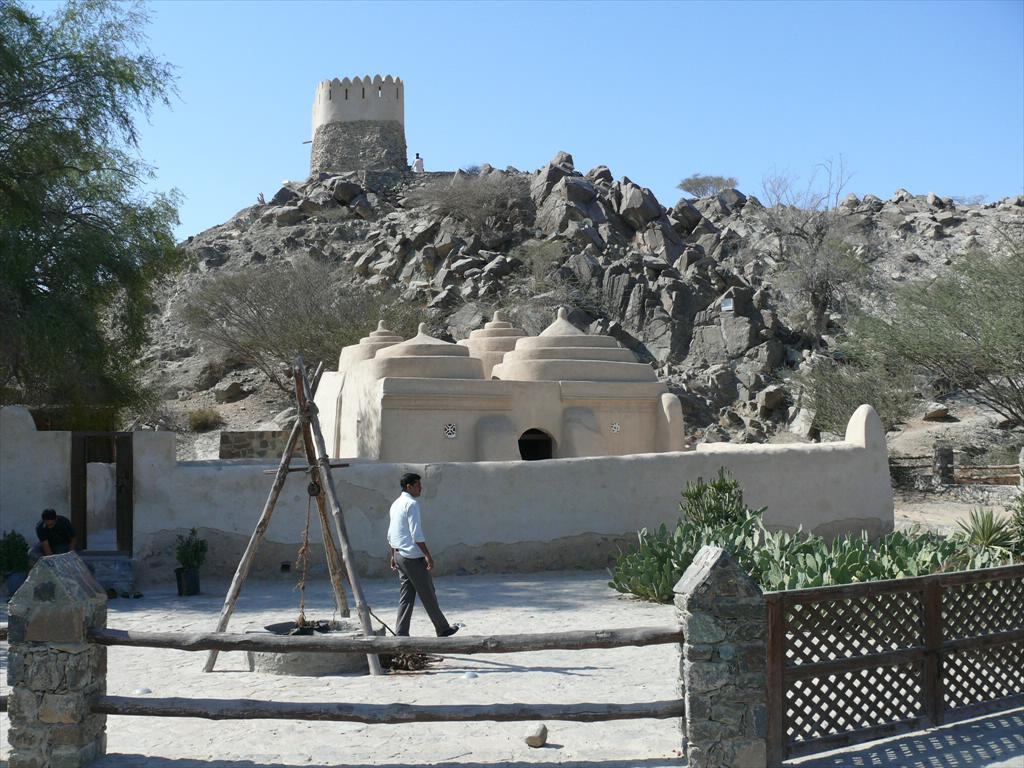
De moskee Al Bidyah
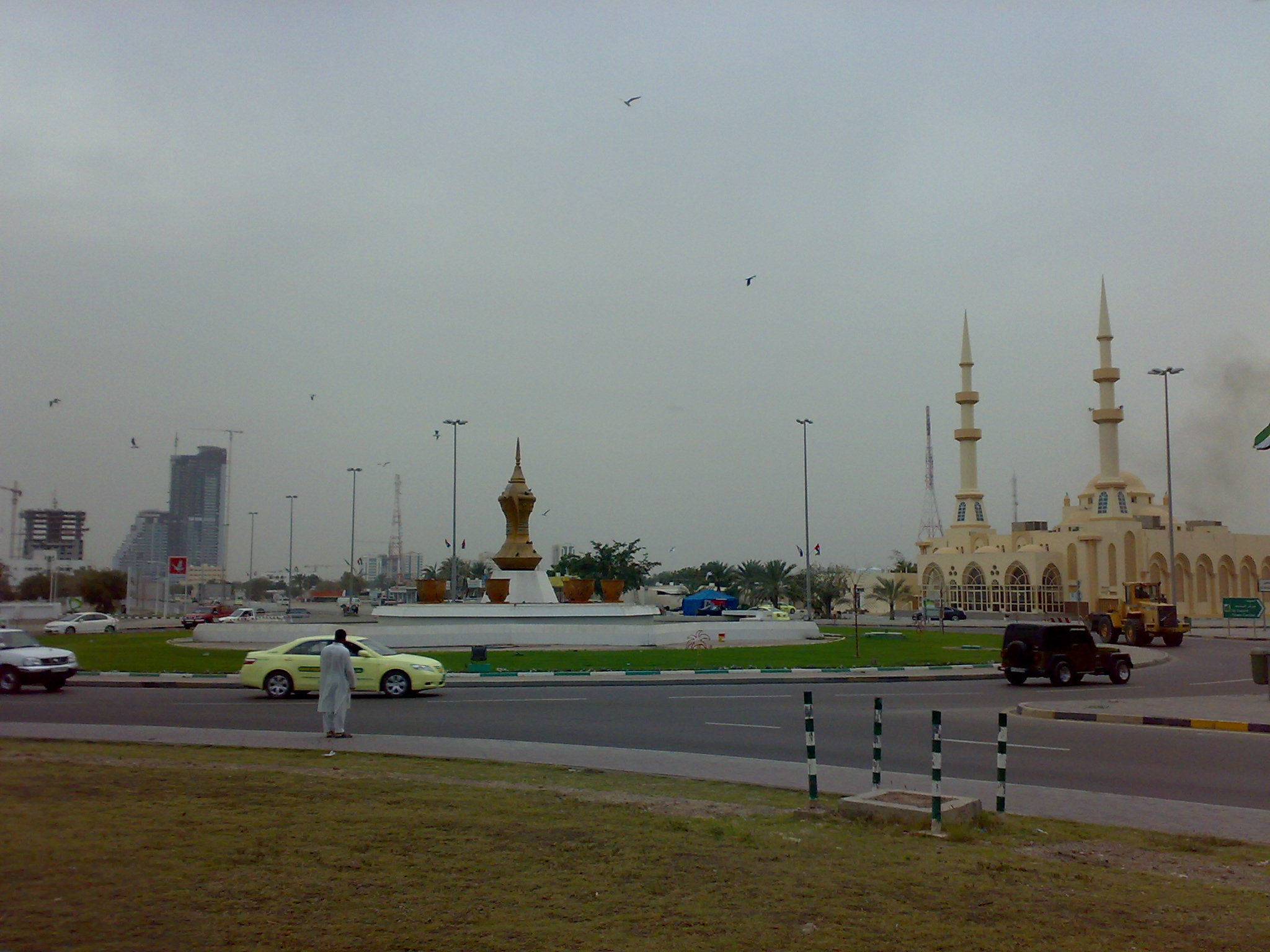
Oost-Fujairah

## Lijst van Emirs van Fujairah
- vóór 1903 - 1936?: Sheikh Hamad bin Abdullah al-Sharqi
- 1936? - 1938: Sheikh Sayf ibn Hamad al-Sharqi
- 1938 - 1974: Sheikh Mohammed ibn Hamad al-Sharqi
- 1974 - heden: Sheikh Hamad ibn Muhammad al-Sharqi

Abu Dhabi · Ajman · Dubai · Fujairah · Ras al-Khaimah · Sharjah · Umm al-Qaiwain